# سیارک ۳۸۵۵
سیارک ۳۸۵۵ (به انگلیسی: 3855 Pasasymphonia، نامگذاری:1986NF1) سه هزار و هشتصد و پنجاه و پنجمین سیارک کشف شده‌است که در ۴ ژوئیه ۱۹۸۶ کشف شد.
قدر مطلق سیارک برابر ۱۳٫۱۰ است.